# Cynoscion steindachneri
Cynoscion steindachneri és una espècie de peix de la família dels esciènids i de l'ordre dels perciformes.

## Morfologia
- Els mascles poden assolir 110 cm de longitud total.[4][5]

## Alimentació
Menja peixos, gambes i, de vegades, plantes.

## Hàbitat
És un peix de clima tropical i demersal.

## Distribució geogràfica
Es troba a l'Atlàntic occidental: des de la Guaiana fins a Belém (el Brasil).

## Ús comercial
És important com a aliment per als humans.

## Observacions
És inofensiu per als humans.